# Cathédrale Saint-Pierre-d'Alcántara de Petrópolis

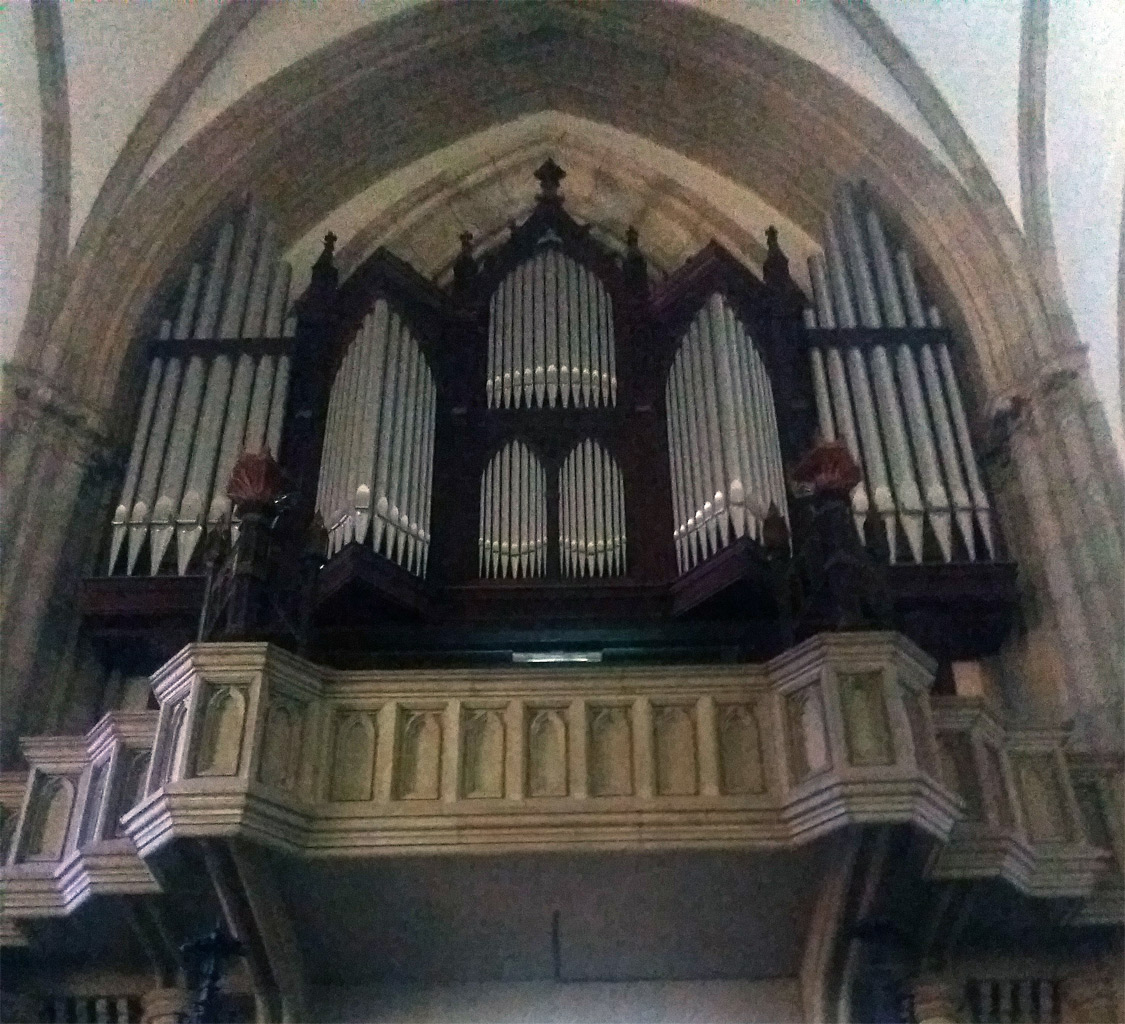
Orgue installé en 1937 par Guilherme Berner.

La cathédrale Saint-Pierre-d'Alcántara (portugais : catedral de São Pedro de Alcântara) se situe dans la ville de Petrópolis, dans une région montagneuse de l’État de Rio de Janeiro, au Brésil. La cathédrale est consacrée à saint Pierre de Alcântara, saint patron de la ville et de la monarchie brésilienne.

## Historique
À l'origine, l'église principale de Petrópolis était un modeste édifice localisé dans le palais impérial. Mais dans les plans d'urbanisation de la ville, datant de 1843, la construction d'une nouvelle église est prévue, à l'emplacement actuel, sous la direction de l'ingénieur Júlio Frederico Koeler.
En 1871, on décide encore la construction d'une nouvelle église, sous le patronage de l'empereur Pierre II et sa fille la princesse Isabelle de Bragance. Néanmoins, le projet sera long à être réalisé. En effet, en 1876, l'architecte italien Federico Roncetti présente un projet dans le style néo-renaissance qui est refusé. Et ce n'est qu'en 1884 que la construction de la cathédrale actuelle commence, suivant le projet de l'architecte Francisco Caminho qui conçoit une construction dans le style néo-gothique, inspirée des cathédrales médiévales du bassin parisien en France, très à la mode à la fin du XIXe siècle. Le travail est placé sous la responsabilité de Manuel Pereira Jerônimo, le fils d'une des premières familles à s'être installée à Petrópolis, arrivant de l'île Pico aux Açores. La construction de la cathédrale ne s'est pas arrêtée après la proclamation de la République en 1889, mais le chantier s'interrompt en 1901. Cette période d'interruption dure jusqu'en 1918, date à laquelle les travaux reprennent sous la direction de l'ingénieur Heitor de Costa.

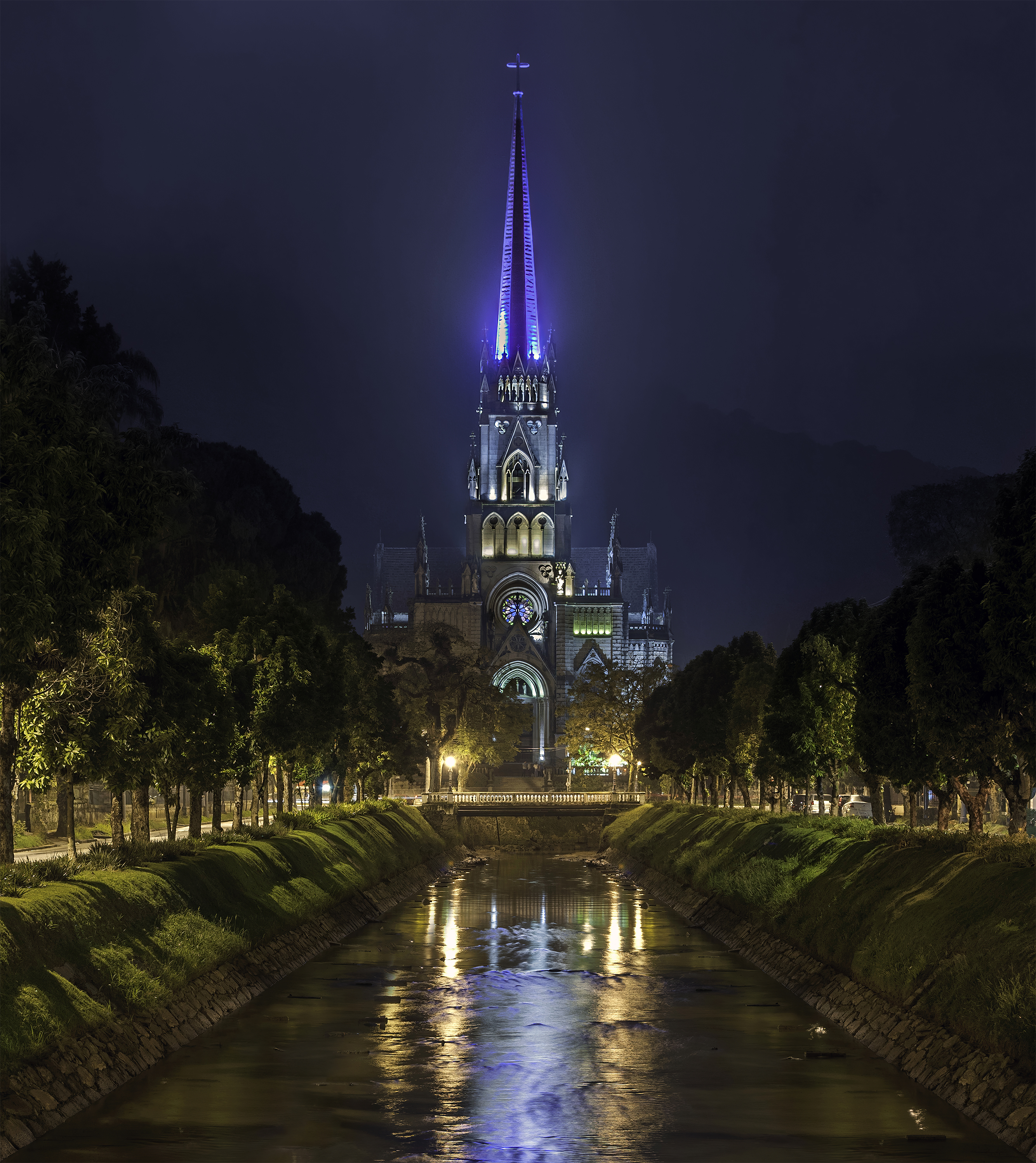
La cathédrale vue de nuit.

Finalement, c'est le 29 novembre 1925 que la nouvelle église est inaugurée, après trente-sept ans de travaux. La construction n'est cependant pas totalement terminée, puisqu'il manque encore la façade principale, la tour et beaucoup de décorations intérieures. Les travaux de la façade ne commence qu'en 1929 et arrive au niveau de la rosace pendant les années 1930. La tour, quant à elle, ne sera construite que dans les années 1960.

## Description

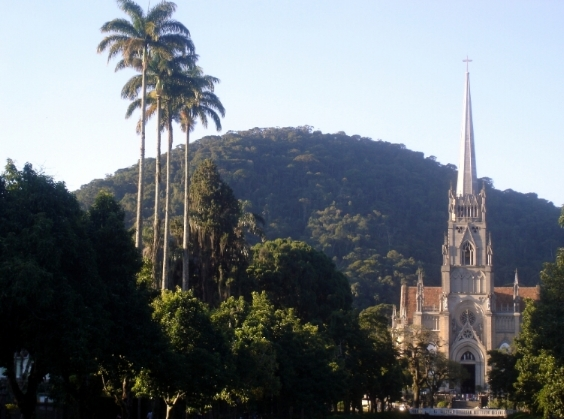
Cathédrale de Petrópolis

La cathédrale de Petrópolis est une église de style néogothique, en forme de croix latine, avec un transept peu prononcé et trois nefs. Le chevet possède un déambulatoire connecté à la chapelle principale. La cathédrale mesure soixante-dix mètres de longueur et vingt-deux mètres de largeur, avec une hauteur de dix-neuf mètres au niveau de la nef principale.
La façade principale de l’église a un portail avec de multiples archivoltes. Au tympan, on trouve un calvaire, la Vierge et Joseph d’Arimathie. Dans la partie supérieure de la façade sont sculptés les statues de quatre Évangélistes (saint Marc, saint Luc, saint Jean et saint Matthieu). Toutes ces sculptures sont créées sous la direction  Adão Bordignon. La façade contient aussi une superbe rosace.
La tour, l’élément le plus récent de l’église datant des années 1960, s’élève à soixante-dix mètres du sol et contient un carillon de cinq cloches de bronze, fondues à Passau en Allemagne, et pesant neuf tonnes.
À l’intérieur, les espaces sont divisés par des arcs brisés typiquement gothique. À l’entrée on trouve le mausolée impérial sur le côté droit et baptistère sur le côté gauche. Le chœur de l’église possède un autel en pierre de Lioz, un type de calcaire du Portugal. Dans le déambulatoire se situe une très imposante statue de saint Pierre de Alcântara, sculpté dans le marbre de Carrare par l’artiste français Jean Magrou. Les vitraux du déambulatoire et de la nef datent pour la majorité d’entre eux des années 1930.
La cathédrale possède un orgue important, fabriqué à Rio de Janeiro et installé en 1937 par Guilherme Berner.

## Mausolée impérial

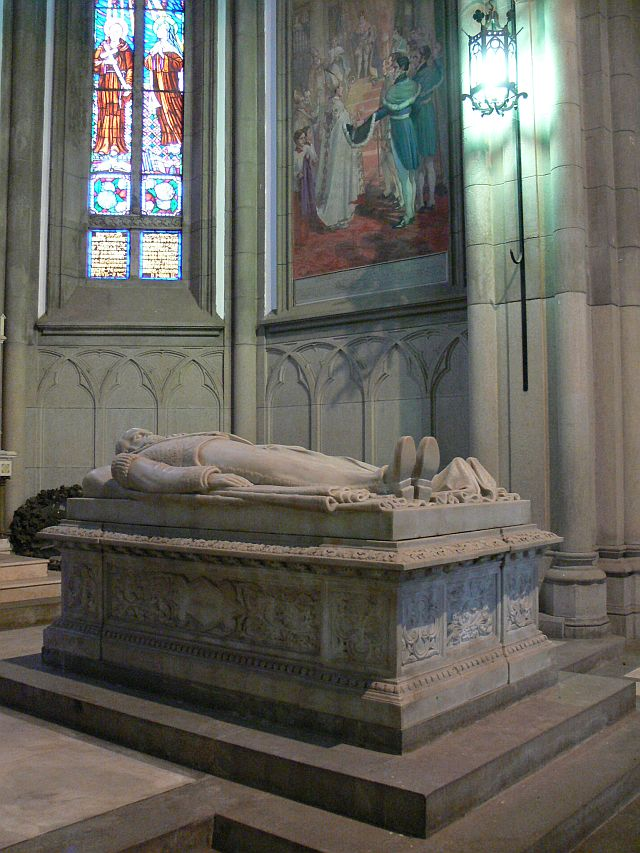
Tombe de l'empereur Pierre II

En 1920, l'ordonnance qui a banni la famille impériale brésilienne du pays est annulée. Ainsi, dès 1921, les restes de l'empereur Pierre II et de l'impératrice Thérèse-Christine de Bourbon-Siciles sont sortis du panthéon royal des Bragance dans le monastère Saint-Vincent de Fora à Lisbonne pour être inhumés dans la cathédrale métropolitaine Saint-Sébastien de Rio de Janeiro. En 1925 les restes sont transférés à la sacristie de la cathédrale de Petrópolis.
Finalement, le 5 décembre 1939, le président Getúlio Vargas et d'autres personnalités inaugurent le mausolée impérial, une chapelle située à droite de l'entrée de la cathédrale, où sont transférés définitivement les dépouilles de l'empereur et de l'impératrice. Ils sont inhumés dans un sarcophage double, au centre de la chapelle. Le tombeau a été sculpté dans le marbre de Carrare par le sculpteur français Jean Magrou.
Le 7 juillet 1953, les dépouilles de la princesse Isabelle de Bragance, fille de l'empereur, et de son époux Gaston d'Orléans, rentrent au Brésil et restent à Rio de Janeiro jusqu'au 12 mai 1971, date à laquelle ils sont inhumés dans le mausolée impérial. Leurs tombes ont été sculptées par le brésilien Humberto Cozzo.
Les fenêtres de la chapelle sont colorées de vitraux avec des poésies écrites par l'empereur Pierre II pendant sa courte période d'exil, entre 1889 et sa mort en 1891, dans lesquelles il laisse apparaître ses regrets d'avoir quitté son pays natal. L'autel de la chapelle, sculptée dans le marbre avec une croix de granit de Tijuca contient les reliques de plusieurs saints apportés de Rome (São Magno, Santa Aurélia et Santa Tecla).

## Liste des personnes inhumées dans le mausolée impérial
Les personnes sont classées par ordre d'inhumation dans la cathédrale.
1. Pierre II du Brésil, second et dernier empereur du Brésil (2 décembre 1825 — 5 décembre 1891), inhumé en 1939  (fils de Pierre Ier du Brésil)
2. Thérèse-Christine de Bourbon-Siciles, impératrice du Brésil (14 mars 1822 — 28 décembre 1889), inhumée en 1939  (épouse de Pierre II du Brésil)
3. Isabelle du Brésil, princesse impériale du Brésil (29 juillet 1846 - 14 novembre 1921), inhumée en 1971  (fille de Pierre II du Brésil)
4. Gaston d'Orléans, comte d'Eu et prince du Brésil (28 avril 1842 - 28 août 1922), inhumé en 1971  (époux d'Isabelle du Brésil)
5. Pierre d'Orleáns-Bragance, Prince du Grão Pará, prince d'Orléans-Bragance (15 octobre 1875 - 29 janvier 1940), inhumé en 1990  (fils d'Isabelle du Brésil)
6. Élisabeth Dobrzensky de Dobrzenicz (7 décembre 1875 - 11 juin 1951), inhumée en 1990  (épouse de Pierre d'Orléans-Bragance)

## Galerie d'images

### Façade et clocher

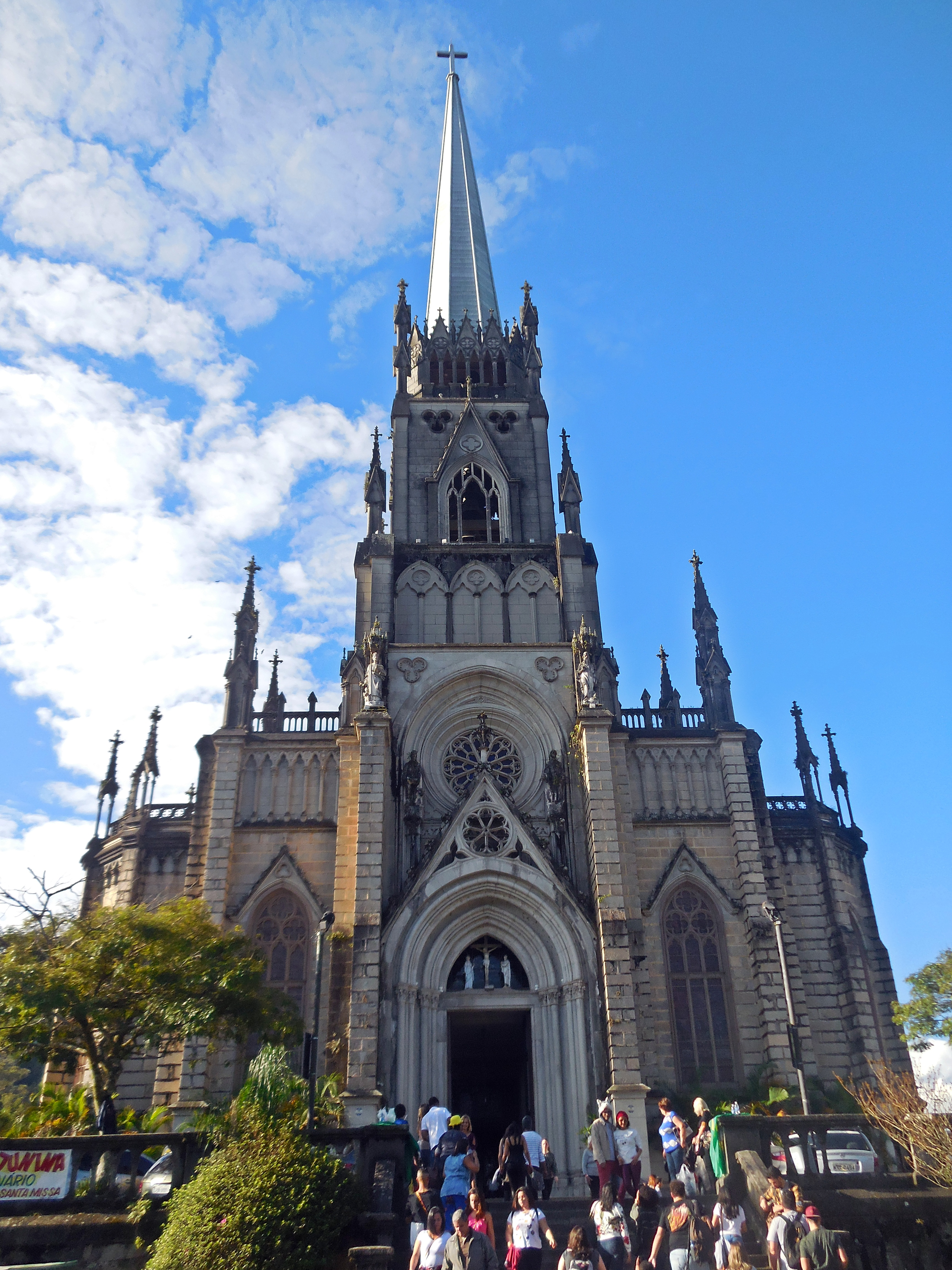
Façade de la cathédrale Sao Pedro de Alcantara

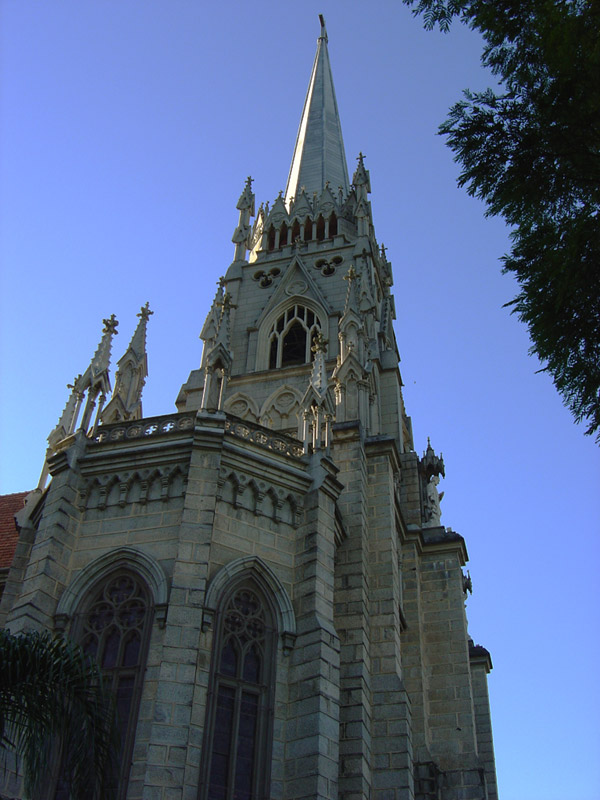
Clocher
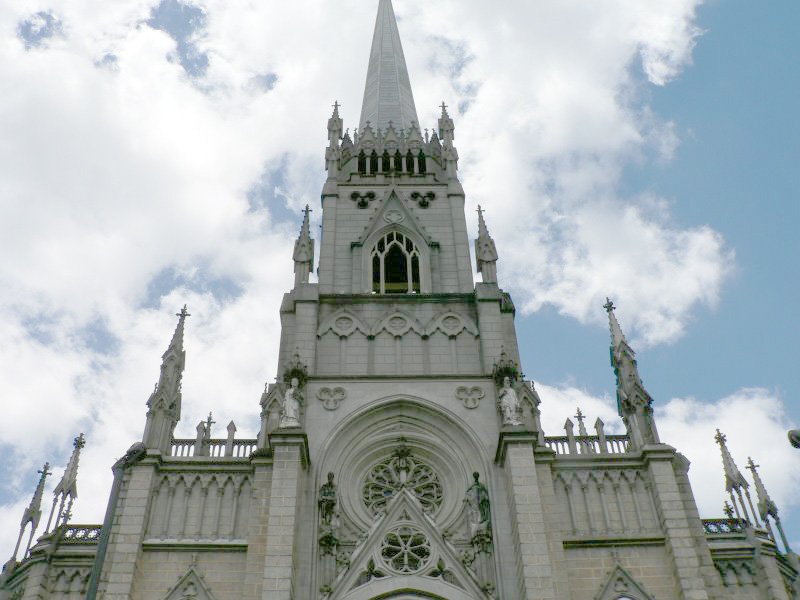
Façade de la cathédrale
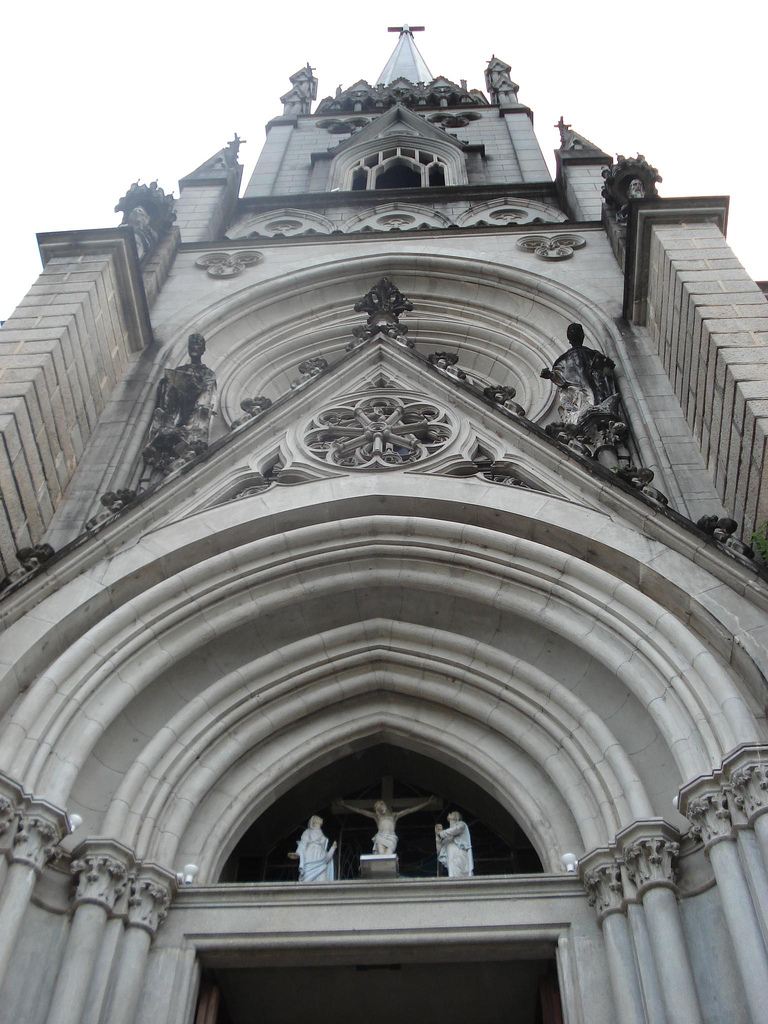
Portail

### Intérieur

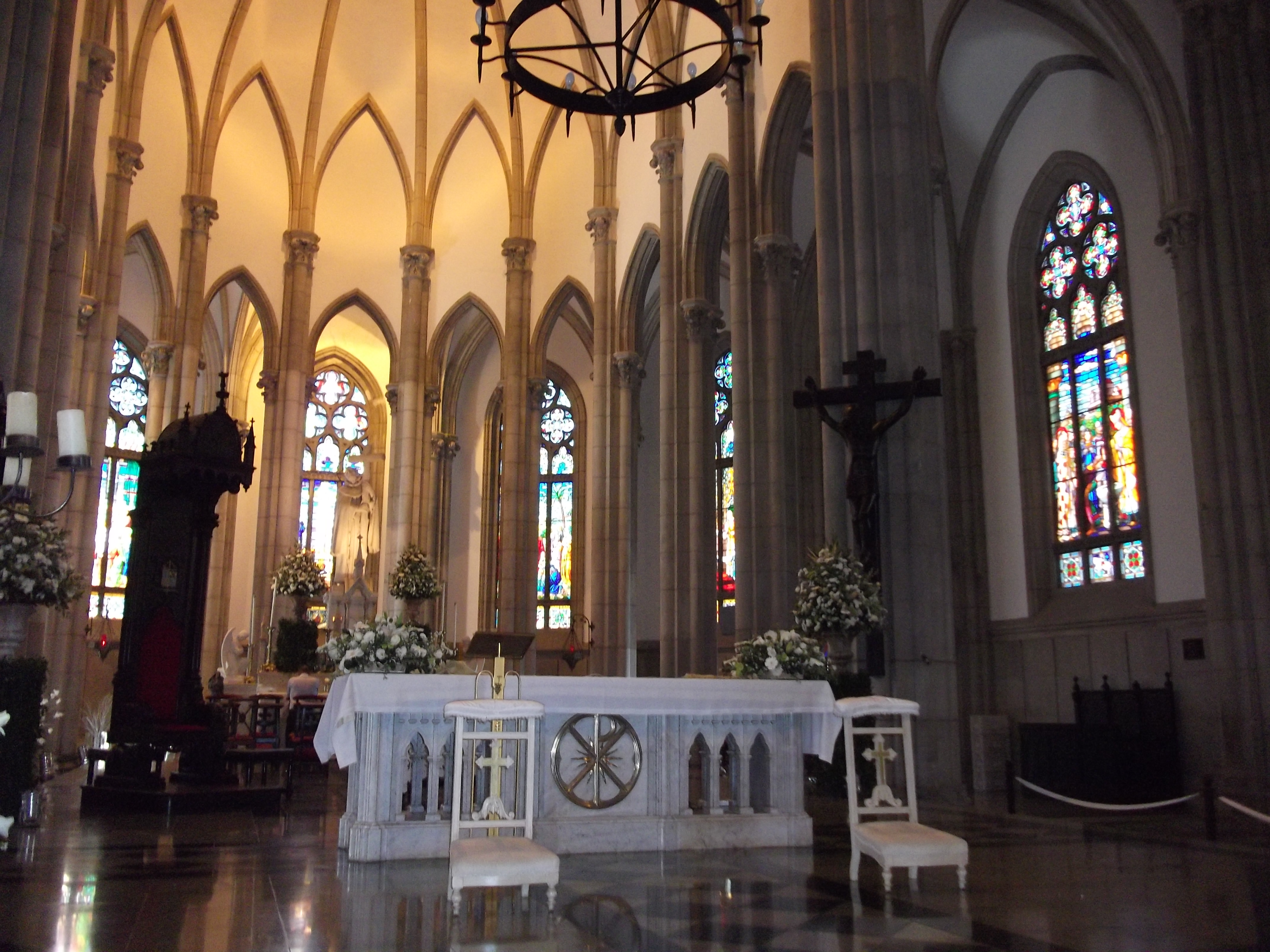
Pétropolis l'église Sao Pedro de Alcantara (le chœur)

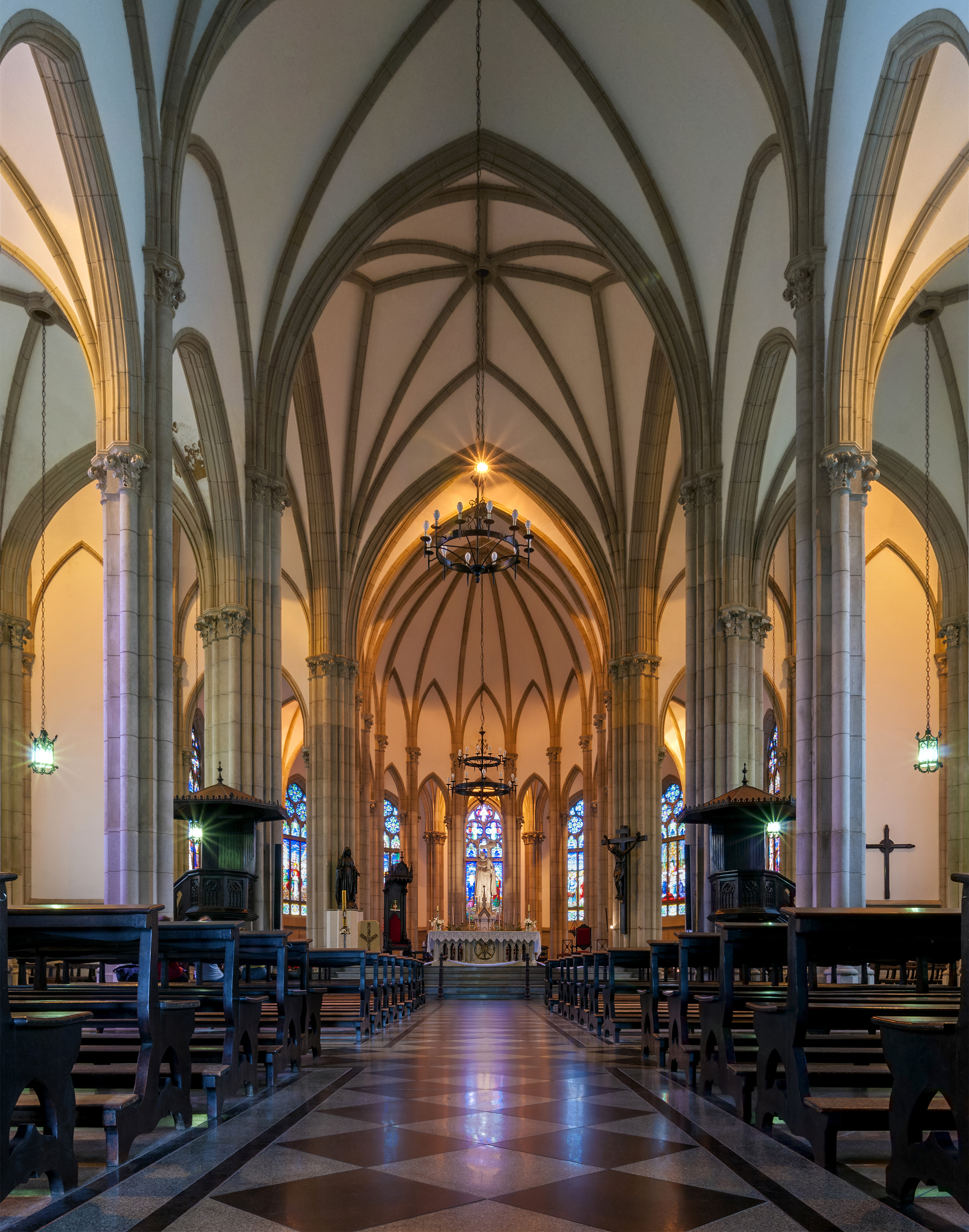
Nef de la cathédrale
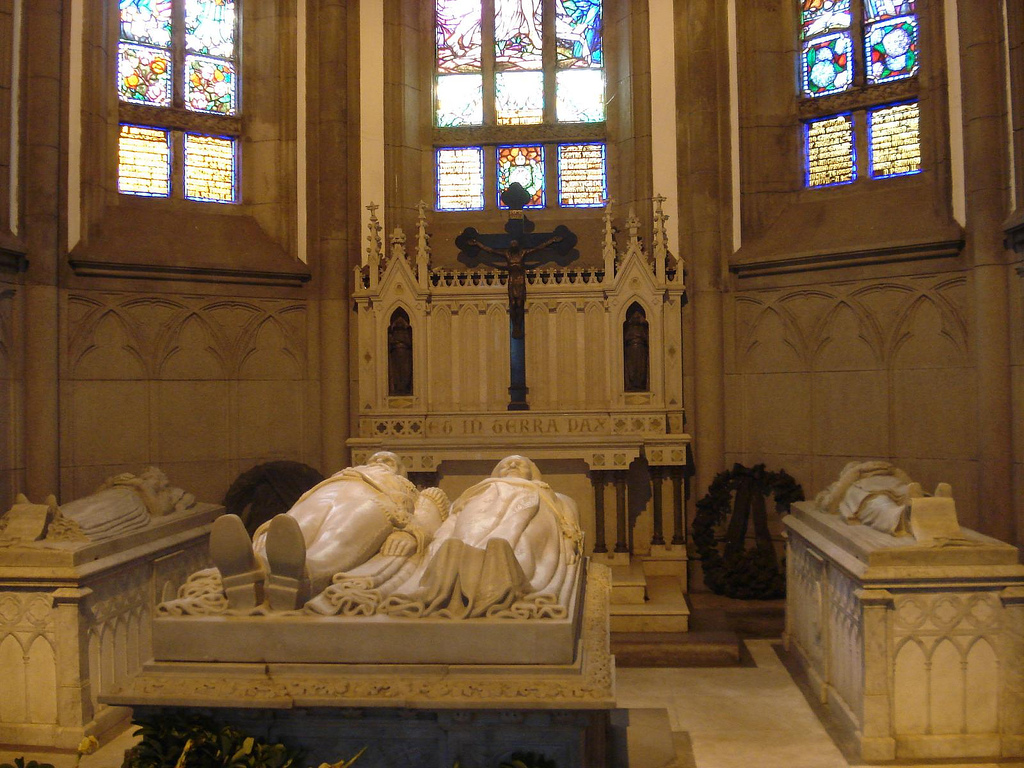
Tombeaux impériaux
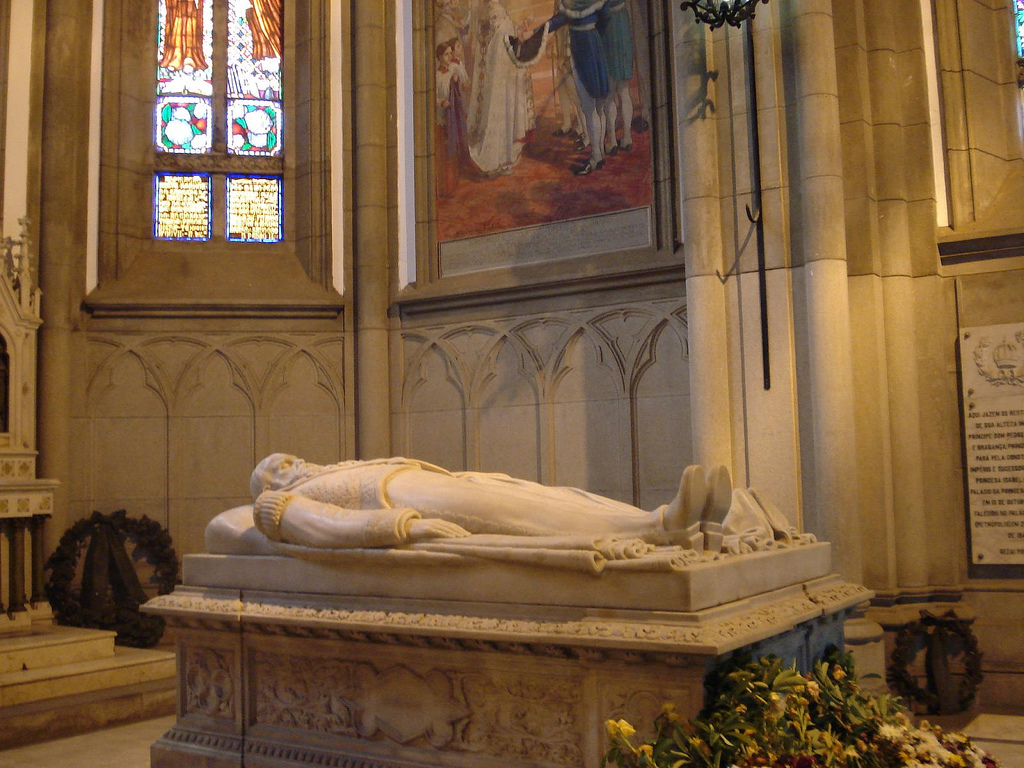
Tombeau de Pierre II

### Vitraux

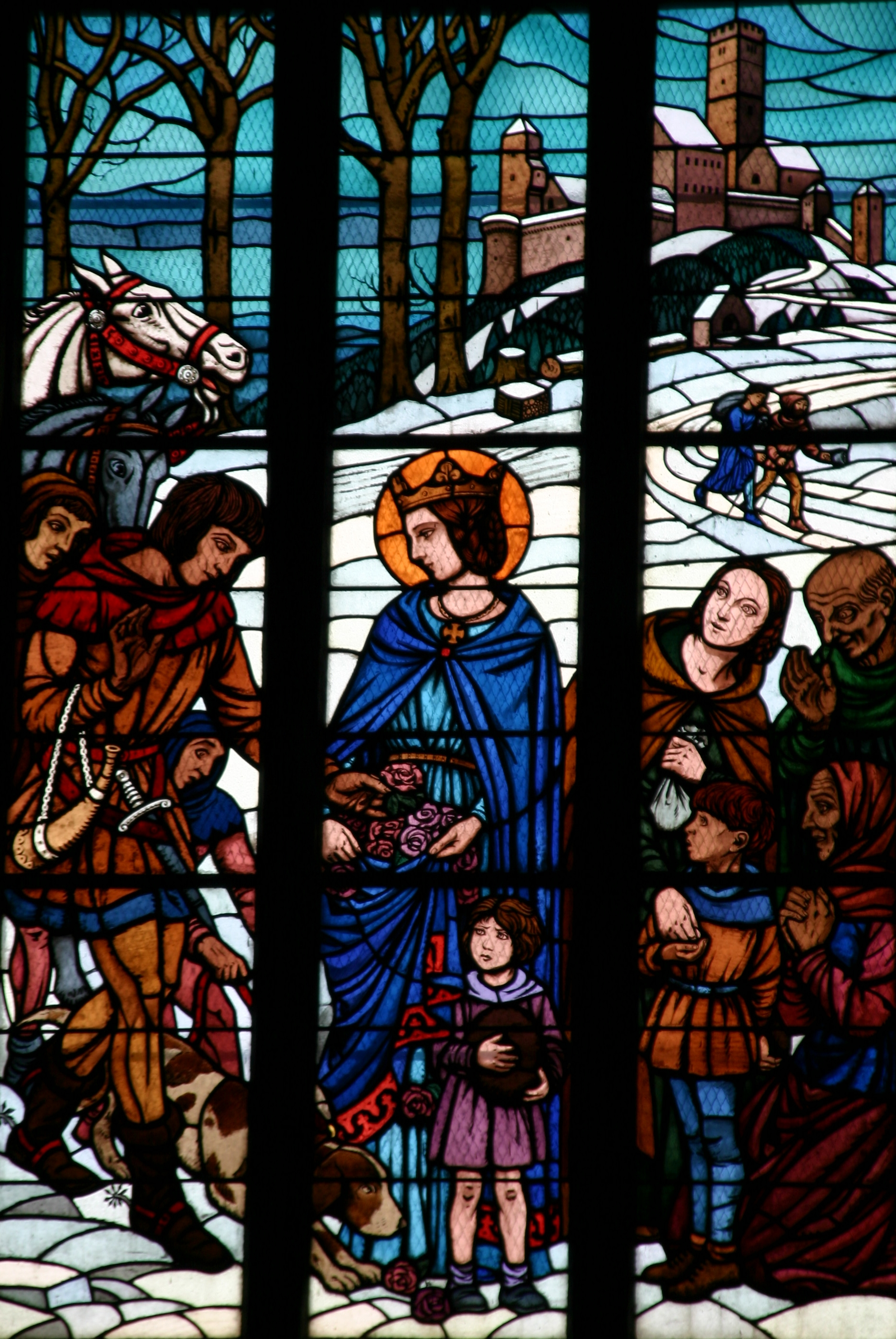
Pétropolis l'église Sao Pedro de Alcantara vitrail (2)

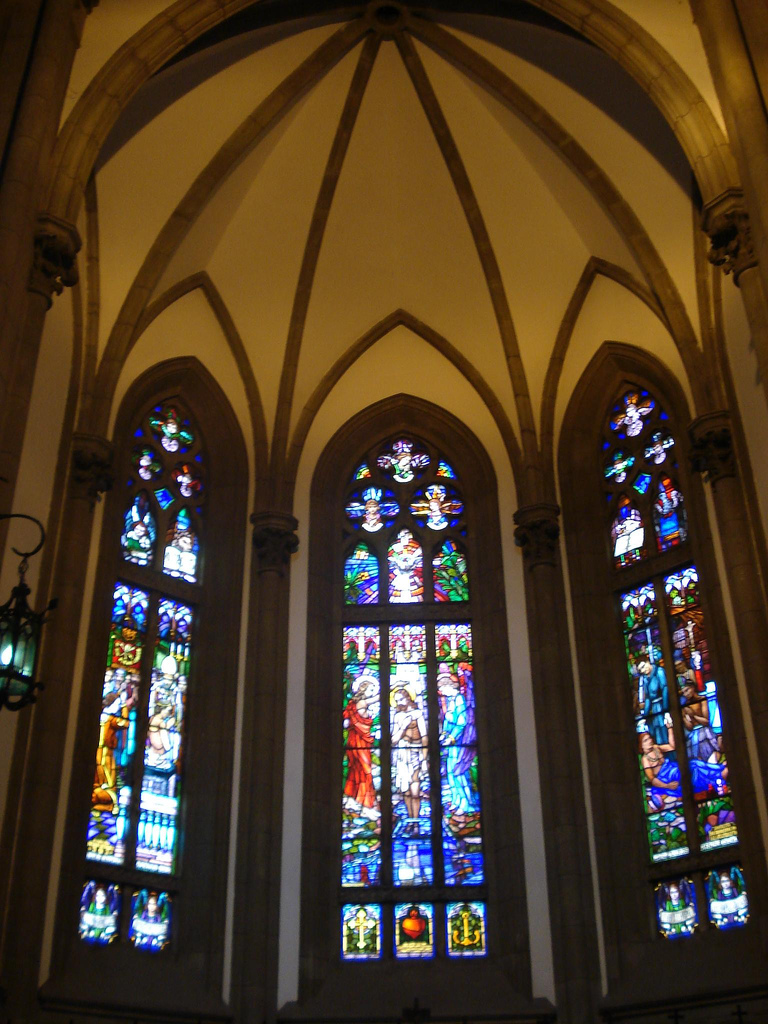
Vitraux
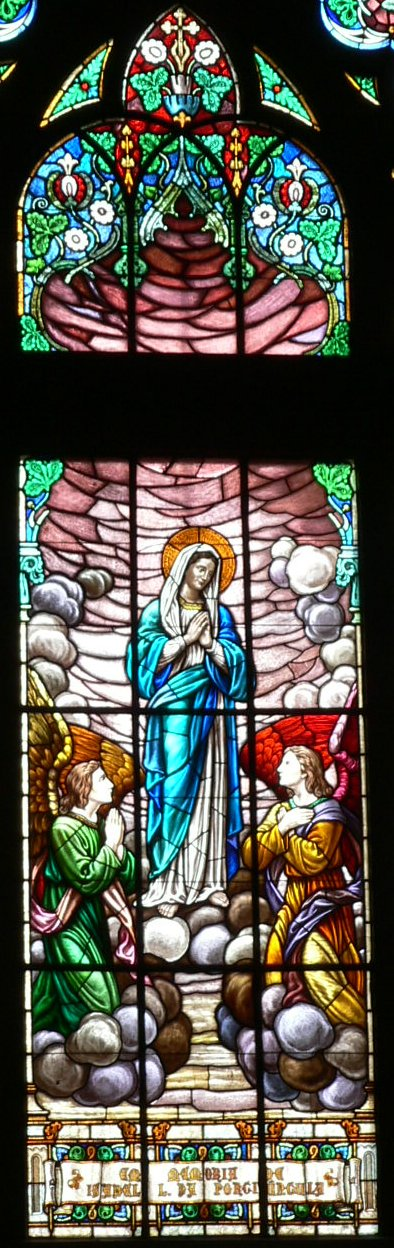
Vitrail
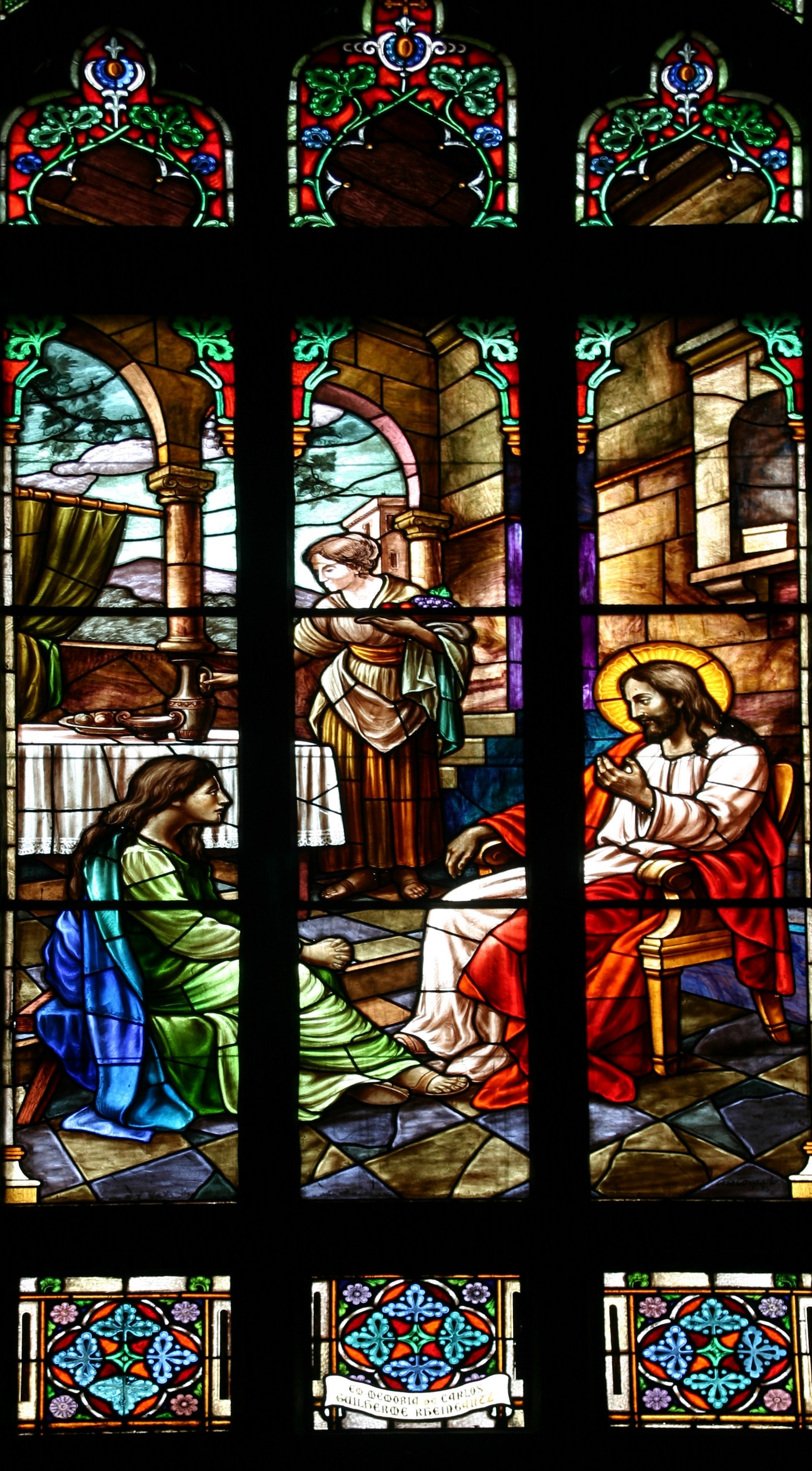
Vitrail